# Armando Lozano

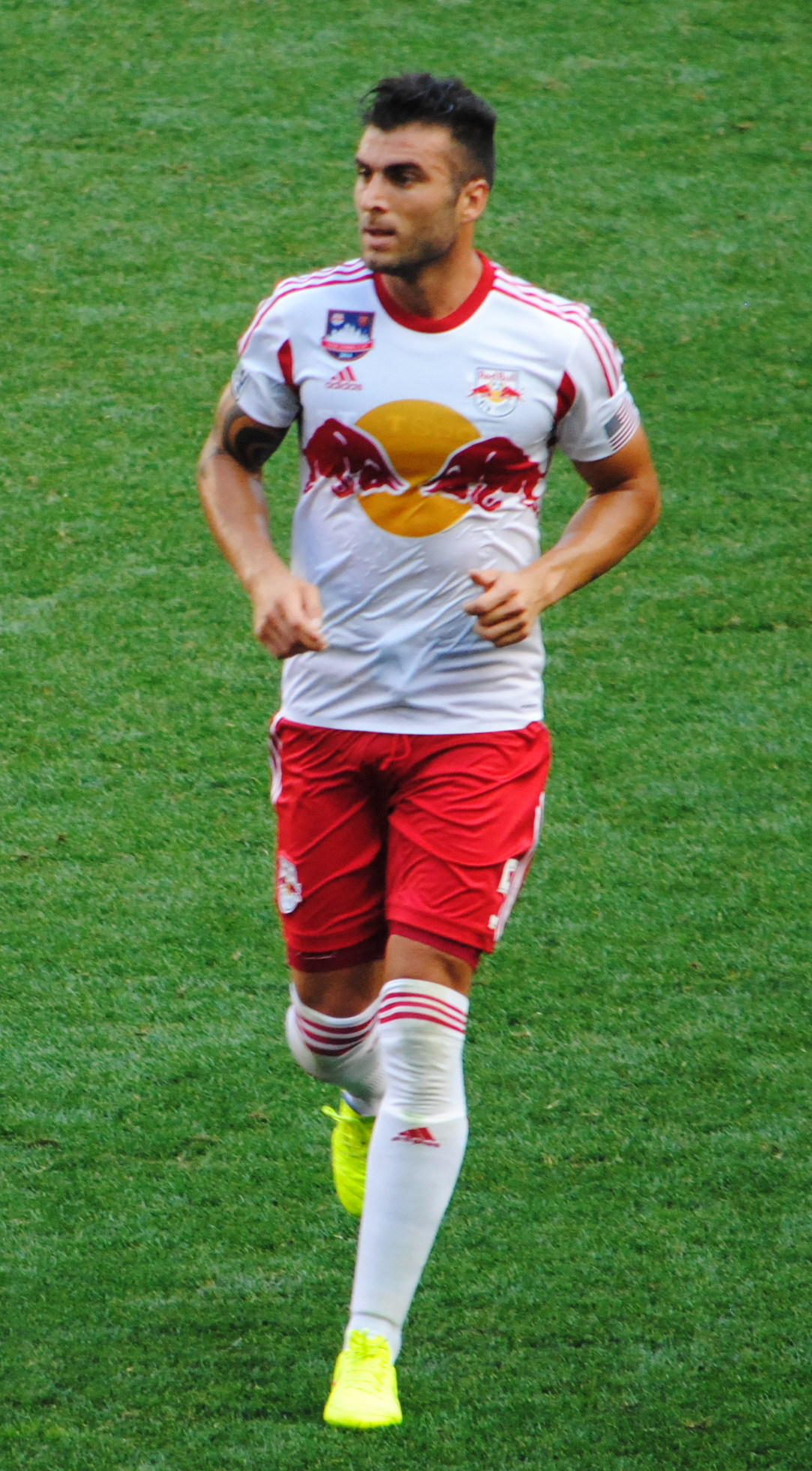
Armando Lozano, spelend voor New York Red Bulls

Armando Lozano Sánchez (Motril, 16 december 1984) is een gewezen Spaans voetballer. 

## Clubvoetbal
Lozano begon met voetballen bij Motril CF in zijn geboorteplaats. 
In 2002 kwam hij bij Málaga CF, waar de verdediger begon bij de Juvenil A, het hoogste jeugdelftal dat uitkomt in de División de Honor (2002-2004). Na twee seizoenen bij het tweede elftal (2004-2006), speelde Lozano in het seizoen 2006/2007 met het eerste elftal van Málaga CF in de Segunda División A. 
Een transfer naar Levante UD, destijds actief in de Primera División, volgde in 2007. 
Na de degradatie van de Valenciaanse club in 2008 vertrok Lozano naar FC Cartagena. Met deze club behaalde hij in 2009 promotie van de Segunda División B naar de Segunda A. 
In 2009 werd de verdediger gecontracteerd door FC Barcelona voor het tweede elftal. In het seizoen 2011/2012 was hij aanvoerder van het team. 
In 2012 vertrok Armando naar Tiburones Rojos de Veracruz uit de Mexicaanse tweede divisie. 
Hij zou er één seizoen blijven om daarna vanaf het seizoen 2012-2013 terug te keren naar het Spaanse voetbal bij Córdoba CF uit de Segunda División A. 
Tijdens januari 2014 zou hij voor de tweede keer de Atlantische Oceaan oversteken en tekende een contract bij het Amerikaanse New York Red Bulls, een ploeg die deelneemt aan de Major League Soccer. 
Na zes maanden keerde hij reeds naar Spanje terug en kwam terecht bij het voor financiële redenen naar Segunda División A gedegradeerde Elche CF.  Tijdens het tweede seizoen kon de club zijn behoud niet verzekeren en werd zijn contract niet verlengd.
Ook hij ging een reeks lager spelen bij CF Fuenlabrada een ploeg uit de Segunda División B.  Het daaropvolgende seizoen 2018-2019 stapte hij over naar reeksgenoot Salamanca CF UDS.  Deze nieuwkomer in de lijst zou met een twaalfde plaats zijn behoud verzekeren.
Op het einde van het seizoen hing hij zijn voetbalschoenen aan de haak.

### Statistieken
| seizoen    | club                        | land             | competitie                 | wed. | goals |
| ---------- | --------------------------- | ---------------- | -------------------------- | ---- | ----- |
| 2003/04    | → UD Los Palacios           | Spanje           | Tercera División           | 15   | 0     |
| 2004/05    | Málaga CF B                 | Spanje           | Segunda División B         | 23   | 0     |
| 2005/06    | Málaga CF B                 | Spanje           | Segunda División B         | 36   | 0     |
| 2006/07    | Málaga CF                   | Spanje           | Segunda División A         | 25   | 0     |
| 2007/08    | Levante UD                  | Spanje           | Primera División           | 12   | 0     |
| 2008/09    | FC Cartagena                | Spanje           | Segunda División B         | 28   | 2     |
| 2009/10    | Barça Atlètic               | Spanje           | Segunda División B Grupo 3 | 16   | 1     |
| 2010/11    | FC Barcelona B              | Spanje           | Segunda División A         | 12   | 0     |
| 2011/12    | FC Barcelona B              | Spanje           | Segunda División A         | 22   | 1     |
| 2012/13    | Tiburones Rojos de Veracruz | Mexico           | tweede divisie             | 4    | 1     |
| 2012/13    | Córdoba CF                  | Spanje           | Segunda División A         | 19   | 1     |
| 2013/1401  | Córdoba CF                  | Spanje           | Segunda División A         | 8    | 1     |
| 2014/15    | New York Red Bulls          | Verenigde Staten | Major League Soccer        | 20   | 0     |
| 2015/16    | Elche CF                    | Spanje           | Segunda División A         | 31   | 4     |
| 2016/17    | Elche CF                    | Spanje           | Segunda División A         | 15   | 1     |
| 2017/18    | CF Fuenlabrada              | Spanje           | Segunda División B         | 23   | 0     |
| 2018/19    | Salamanca CF UDS            | Spanje           | Segunda División B         | 29   | 0     |
| Bijgewerkt | 9-6-2019                    |                  | Totaal                     | 338  | 12    |